# 사후신탁
사후신탁(死後信託) 혹은 유언신탁(遺言信託)은 유언을 통해 신탁설정자(유언자)의 사망 후에 형성되는 신탁이다. 예를 들어 부모가 미성년자녀를 위해 신탁을 형성하는 경우 유언을 통해 부모가 사고로 사망하는 경우 자녀를 위해 신탁을 형성하도록 유언장을 작성하는 형식으로 사후신탁을 형성할 수 있다. 살아 있는 동안 형성되는 생전신탁과 구별된다.

## 개요
생전에 유언장의 작성에서부터 보관, 사후의 처리에 이르기까지 모든 업무를 처리해 주는 은행의 금융상품이다. 만 18세 이상의 사람이면 누구나 가입할 수 있다. 은행에서는 가입자의 유언장을 민법에서도 효력을 받을 수 있는 방식으로 작성할 수 있도록 도와 준다. 은행에서는 작성된 유언장을 기본 수수료, 보관 수수료 등을 받고 보관하였다가 유언 작성자의 사후에 상속인에게 전달한다.

## 참고 문헌
- 명순구, 현대미국신탁법, 세창출판사, 2005 ISBN 9788984111240
- 임채웅 역, 미국신탁법 : 유언과 신탁에 대한 새로운 이해, 박영사, 2011  ISBN 9788964546284

1. ↑  《글로벌 세계대백과사전》, 〈유언신탁〉